# Xã Cavour, Quận Beadle, South Dakota
Xã Cavour (tiếng Anh: Cavour Township) là một xã thuộc quận Beadle, tiểu bang Nam Dakota, Hoa Kỳ. Năm 2010, dân số của xã này là 108 người.